# Вашингтон Тауншип (округ Морріс, Нью-Джерсі)
Вашингтон Тауншип (англ. Washington Township) — селище (англ. township) в США, в окрузі Морріс штату Нью-Джерсі. Населення — 18 197 осіб (2020).

## Демографія
Згідно з переписом 2010 року, у селищі мешкали 18 533 особи в 6237 домогосподарствах у складі 5193 родин. Було 6488 помешкань
Расовий склад населення:
| - 93,1 % — білих - 3,3 % — азіатів - 1,4 % — чорних або афроамериканців - 0,1 % — корінних американців |

До двох чи більше рас належало 1,5 %. Частка іспаномовних становила 4,6 % від усіх жителів.
За віковим діапазоном населення розподілялося таким чином: 28,7 % — особи молодші 18 років, 59,9 % — особи у віці 18—64 років, 11,4 % — особи у віці 65 років та старші. Медіана віку мешканця становила 43,0 року. На 100 осіб жіночої статі у селищі припадало 96,1 чоловіків;  на 100 жінок у віці від 18 років та старших — 93,3 чоловіків також старших 18 років.
Середній дохід на одне домашнє господарство  становив 153 076 доларів США (медіана — 124 177), а середній дохід на одну сім'ю — 172 587 доларів (медіана — 147 778). Медіана доходів становила 107 123 долари для чоловіків та 65 740 доларів для жінок. За межею бідності перебувало 3,0 % осіб, у тому числі 1,4 % дітей у віці до 18 років та 3,1 % осіб у віці 65 років та старших.
Цивільне працевлаштоване населення становило 9505 осіб. Основні галузі зайнятості: освіта, охорона здоров'я та соціальна допомога — 25,9 %, науковці, спеціалісти, менеджери — 15,7 %, виробництво — 10,7 %, фінанси, страхування та нерухомість — 10,0 %.